# Cheb

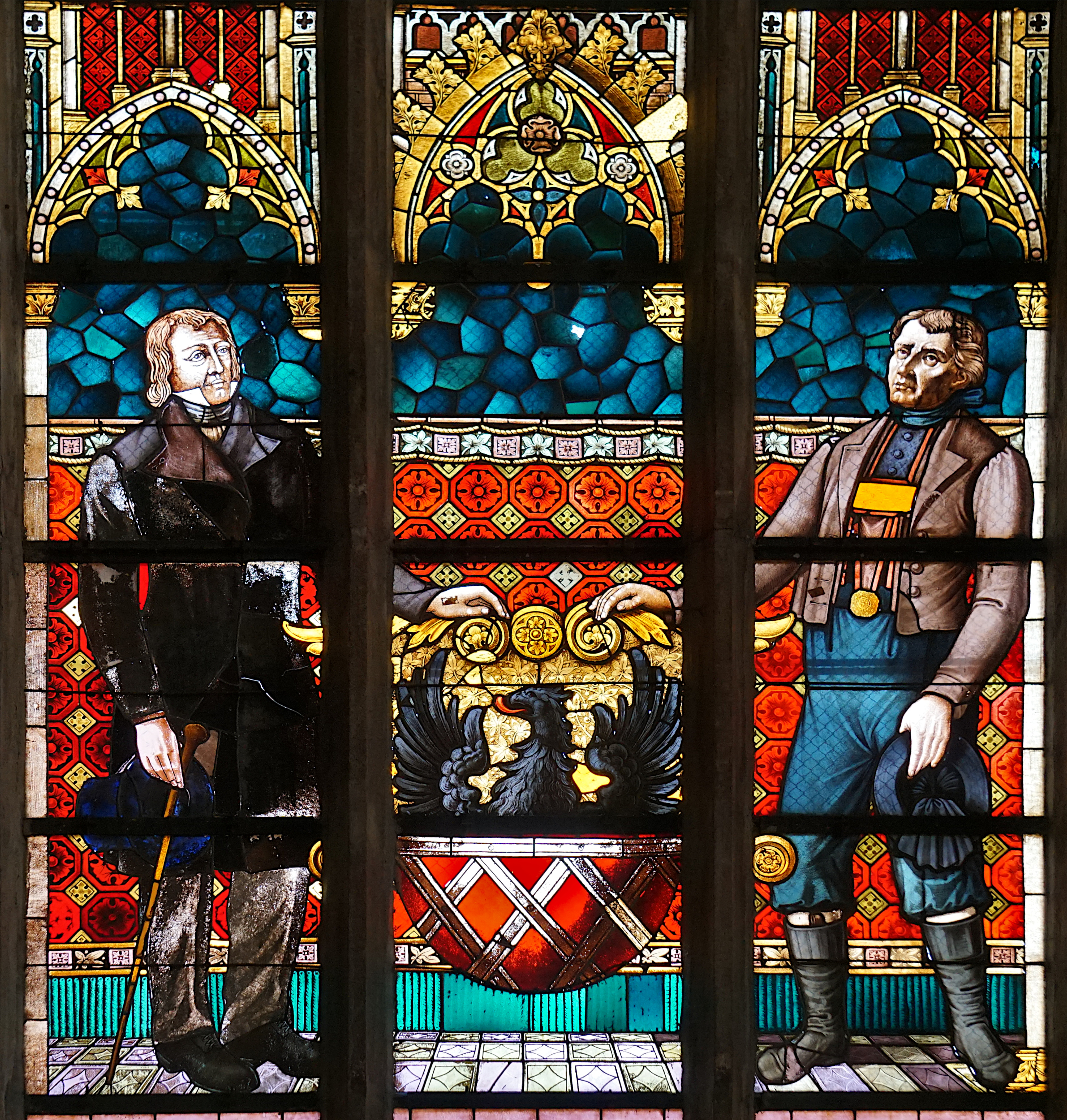
Wappen von Cheb im Fenster von St. Nikolaus

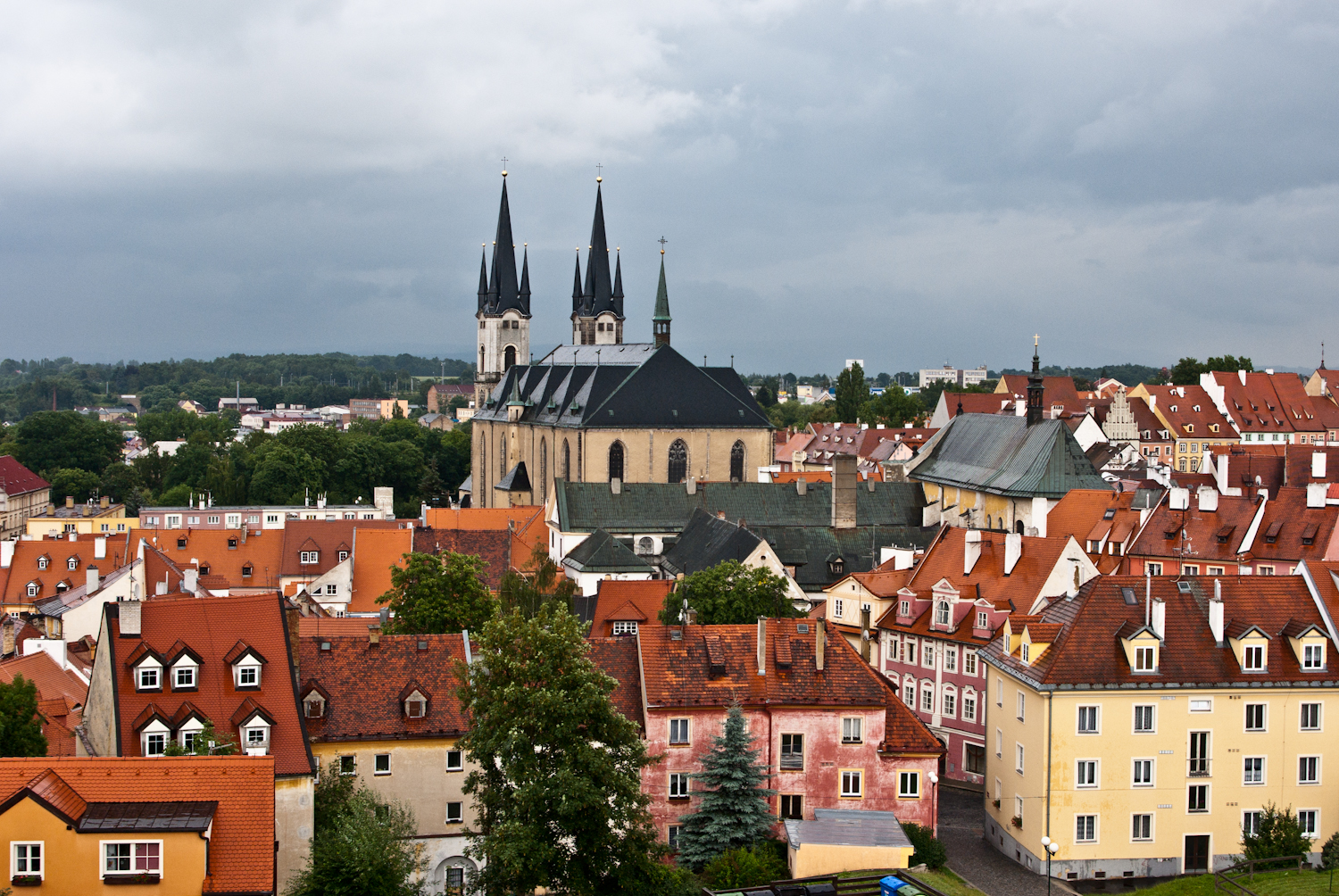
Panorama der Innenstadt

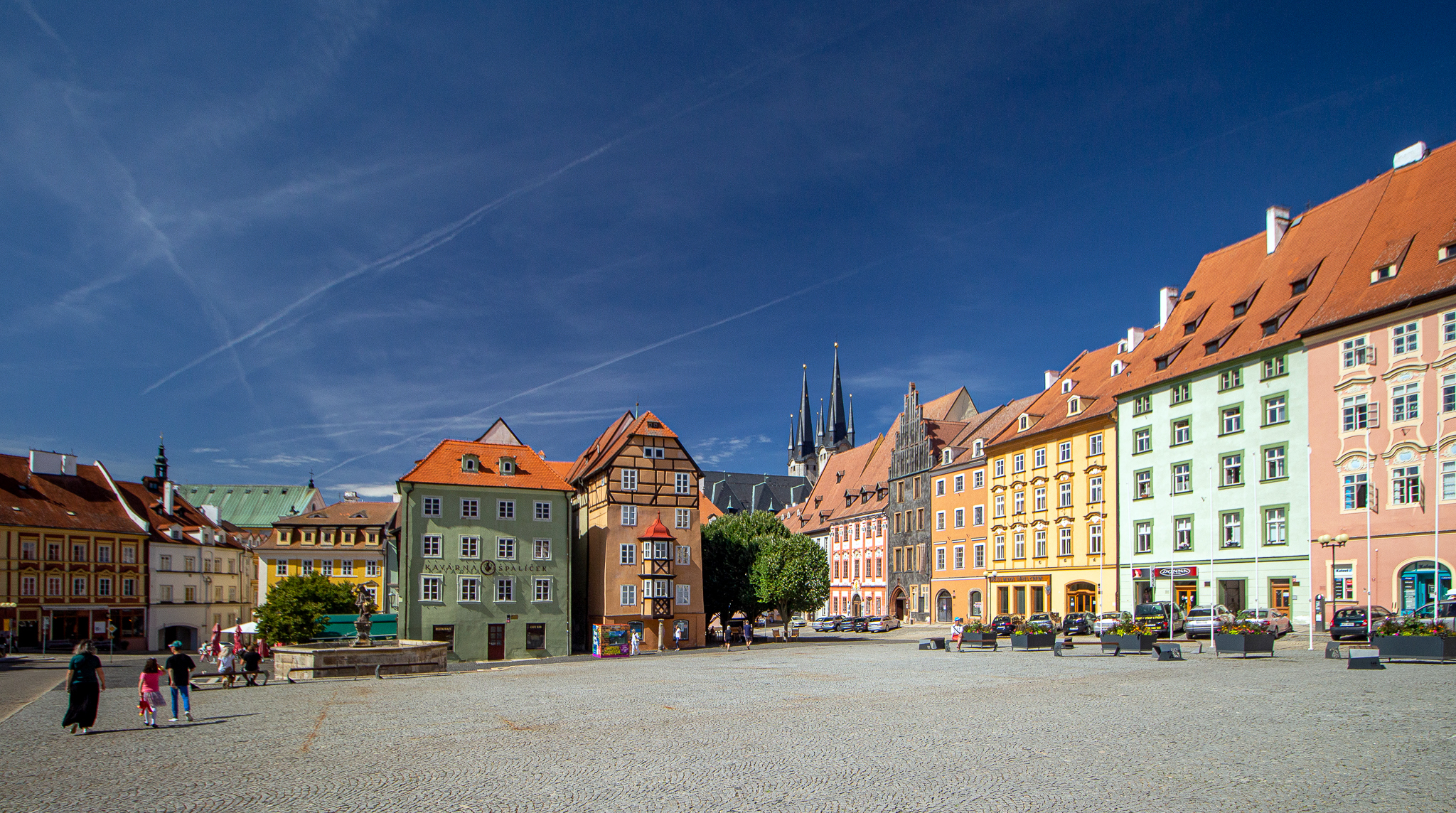
Marktplatz mit Stöckl, Rathaus und St. Nikolaus

Cheb [ˈxɛp] (anhörenⓘ, deutsch Eger) ist eine Stadt in der Region Karlsbad im äußersten Westen Tschechiens. Sie ist ein bedeutender Standort für Bildung und Industrie. Nach dem gleichnamigen Fluss Eger ist die Region Egerland benannt. Die Stadt liegt zudem im böhmischen Vogtland.
Im Hoch- und im Spätmittelalter war Eger eine Freie Reichsstadt im Heiligen Römischen Reich, was sich im Stadtwappen widerspiegelt.

## Geographie
Die Stadt liegt am Fluss Eger im nördlich und südwestlich an Deutschland grenzenden Egerland, dessen historisches Zentrum die Stadt bildet, etwa 42 km westsüdwestlich von Karlsbad.
Acht Kilometer nordöstlich der Stadt befindet sich das Naturschutzgebiet Soos bei der Ortschaft Nový Drahov (Rohr), ein Torf- und Mineralwiesenmoor mit aus Mofetten ausströmendem Kohlendioxid-Gas vulkanischen Ursprungs. Als Naturschutzgebiete ausgewiesen sind außerdem der Komorní hůrka (Kammerbühl) nordöstlich der Stadt und der Železná hůrka (Eisenbühl) südlich an der tschechisch-bayerischen Grenze, Reste der beiden jüngsten böhmischen Vulkane. Goethe forschte dort.
Bei der Stadt befinden sich zwei Stauseen, auf denen Wassersport betrieben werden kann: westlich die von der Eger gespeiste Talsperre Skalka und südöstlich die von der Wondreb durchflossene Talsperre Jesenice.
Der 634 Hektar große Egerer Stadtwald liegt direkt hinter der Grenze auf deutschem Gebiet und gehört zur Marktgemeinde Bad Neualbenreuth.

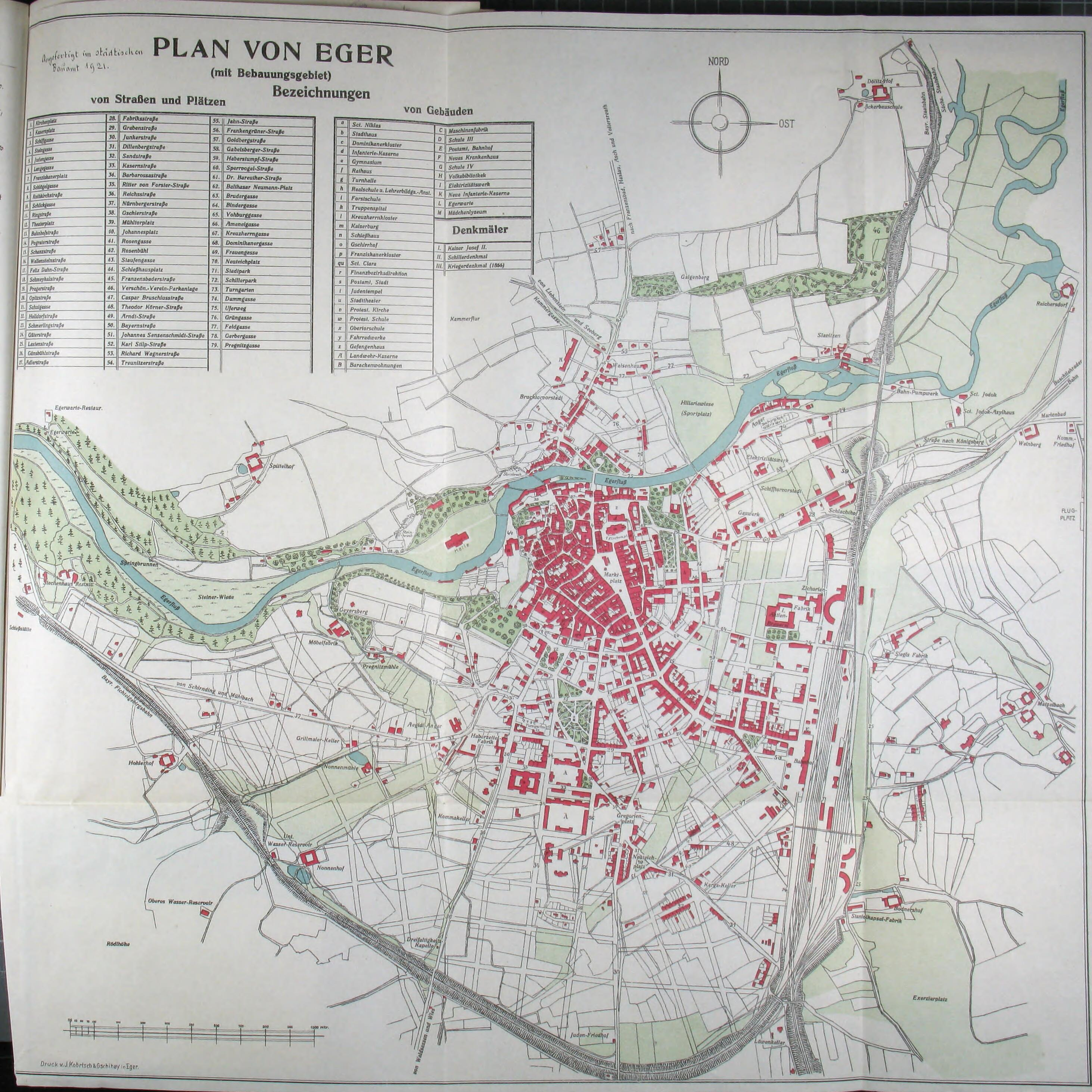
Stadtplan von 1922

## Stadtgliederung
Die Stadt Cheb gliedert sich in je 19 Katastralbezirke und Ortsteile:
Ortsteile / Name des Katastralbezirkes – wenn abweichend
- Bříza (Pirk) / Bříza nad Ohří
- Cetnov (Zettendorf)
- Dolní Dvory (Unterschön)
- Dřenice (Treunitz) / Dřenice u Chebu
- Háje (Gehaag) / Háje u Chebu
- Horní Dvory (Oberschön)
- Hradiště (Reichersdorf) / Hradiště u Chebu
- Hrozňatov (Kinsberg) / Starý Hrozňatov
- Cheb (Eger)
- Chvoječná (Sebenbach)
- Jindřichov (Honnersdorf) / Jindřichov u Tršnic
- Klest (Reißig)
- Loužek (Au)
- Pelhřimov (Pilmersreuth) / Dolní Pelhřimov
- Podhoří (Kreuzenstein) / Podhoří u Chebu
- Podhrad (Pograth)
- Skalka (Stein) / Skalka u Chebu
- Střížov (Triesenhof) / Střížov u Chebu
- Tršnice (Tirschnitz)

Grundsiedlungseinheiten sind Bříza, Cetnov, Dolní Dvory, Dřenice, Háje, Horní Dvory, Hradiště-průmyslový obvod, Hrozňatov, Cheb-historické jádro I, Cheb-historické jádro II, Chvoječná, Jesenická přehrada, Jindřichov, Klášterní dvůr (Köstelhof), Klest, Komorní Dvůr (Kammerhof), Loužek, Maškov (Matzelbach), Na Vyhlídce, Nádraží, Nádrž Skalka, Pelhřimov, Pod Horní branou, Pod Chlumečkem, Podhoří, Podhrad, Podhrad-východ, Sídliště Zlatý vrch, Skalka, Slapany (Schloppenhof), Střížov, Svatý Kříž (Heiligenkreuz), Tršnice, U Horní brány, U Hradiště, U Lodní brány, U nádraží, U nemocnice, U stadiónu, U Zátiší, Za klášterem, Za nádražím, Zahrádky, Zátiší-Myslivna und Zlatý vrch.

## Geschichte

### Name
Der Name der Stadt war 1061 Egire. Ab dem 14. Jahrhundert sind Eger und Cheb dokumentiert, 1374 sogar im selben Text, „Egra in boemica lingua Cheb“ (deutsch: „Egra, das in böhmischer Sprache Cheb ist“). Der tschechische Name kann auf eine alte Form von ohyb (Biegung) zurückgeführt werden und bezieht sich wahrscheinlich auf den Verlauf des Flusses bei der Stadt. Daneben wird erwogen, Slawen hätten eine ursprünglich germanische Bezeichnung (Chub) für eine Höhen- oder Hanglage über dem Fluss übernommen.
Im Deutschen ist die Stadt nach dem Fluss Eger benannt, an dessen Ufern sie liegt. Der Gewässername hat indoeuropäische Wurzeln: Agriā hat in etwa die Bedeutung ‚der stark strömende, wilde Fluss‘.
Ab 1850 hieß die Stadt amtlich Eger und Cheb. Seit 1945 ist der offizielle Name Cheb.

### Früh- und Hochmittelalter

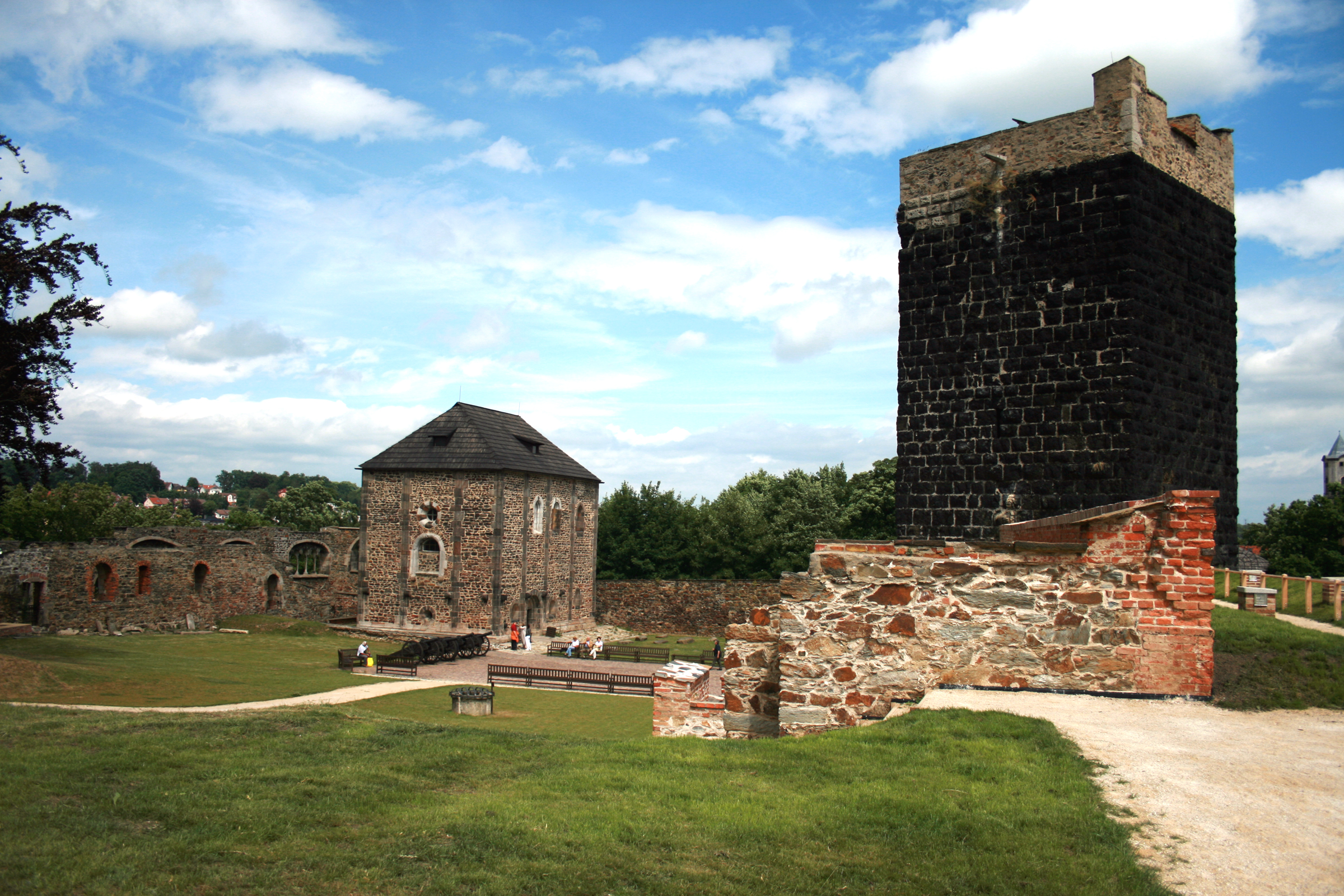
Kaiserpfalz

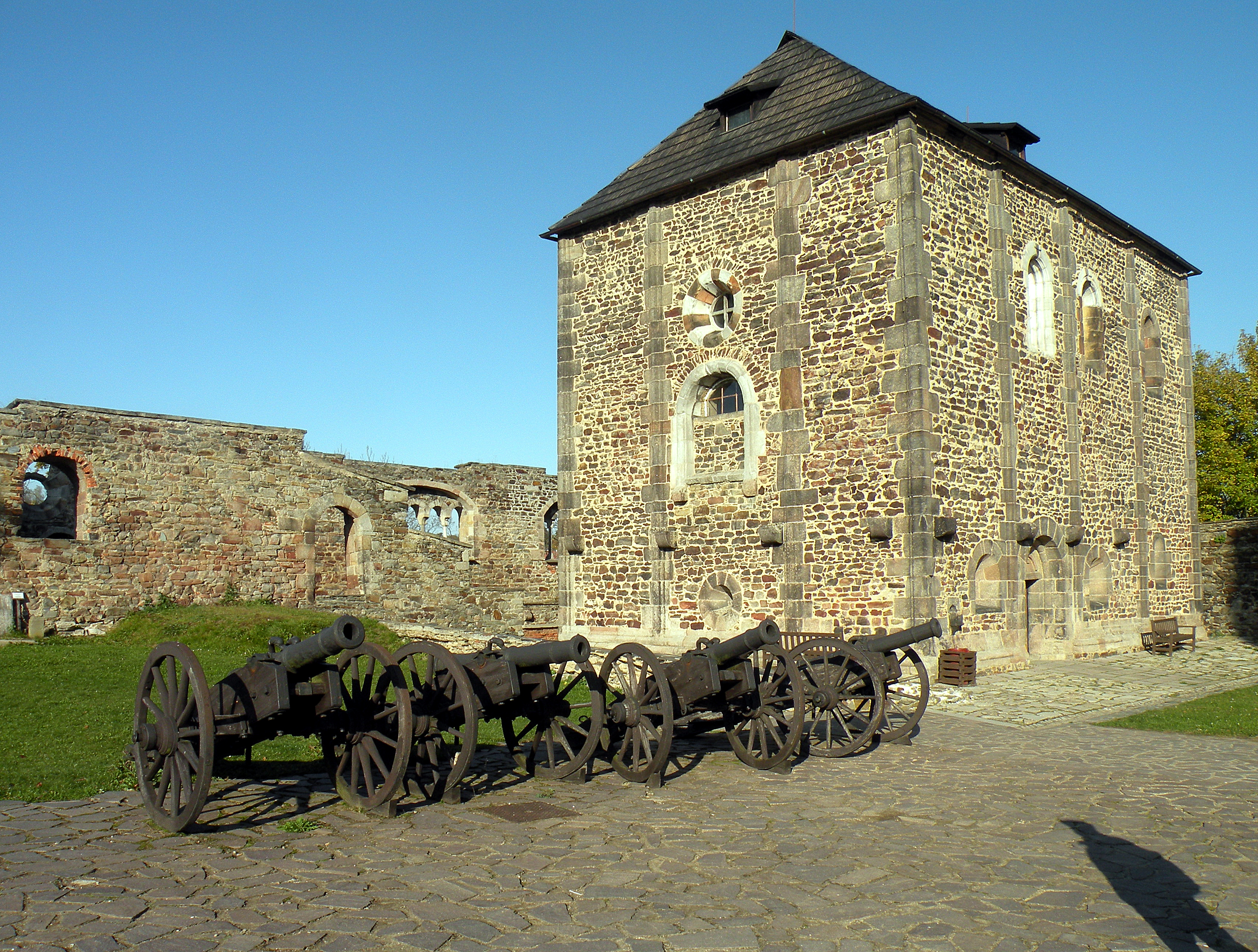
Romanische Doppelkapelle

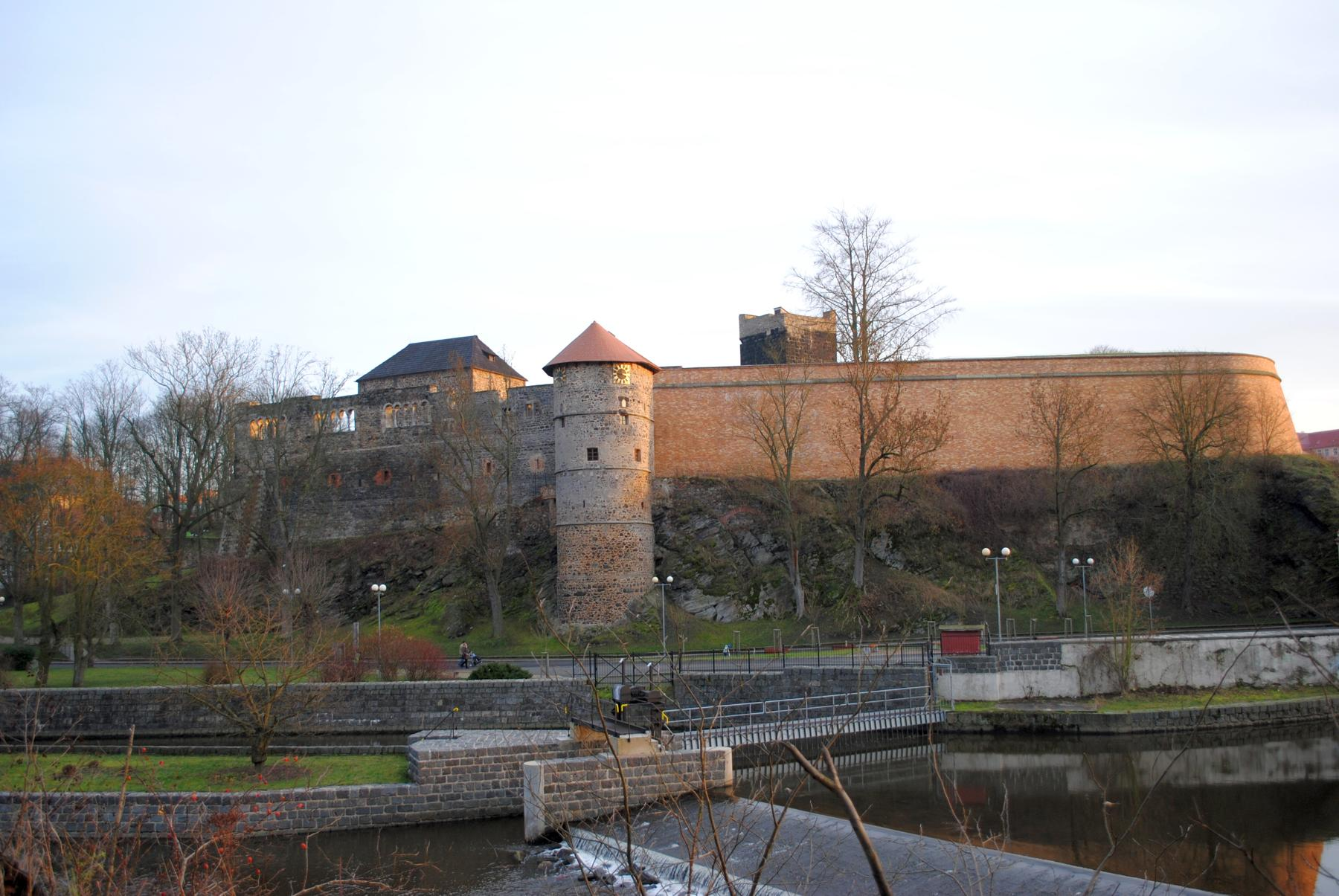
Burgansicht von Nordwesten aus

Eger wurde am 13. Februar 1061 das erste Mal urkundlich als Egire genannt. Die Burg wurde möglicherweise im beginnenden zehnten Jahrhundert errichtet. 1167 kam Eger in den Besitz des staufischen Kaisers Friedrich Barbarossa. Eger wurde schon vor 1179 zur Stadt erhoben. König Friedrich II. unterzeichnete dort am 12. Juli 1213 die Goldbulle von Eger, durch die die Rechtsstellung der Bischöfe des Reiches gestärkt und der Kirchenstaat vergrößert wurde. 1242 erhielt Eger Nürnberger Stadtrecht, 1277 wurde es Reichsstadt. Infolge des Aussterbens der Staufer 1268 kam Eger wenige Jahre später erstmals unter böhmische Hoheit. Am 4. Oktober 1322 verpfändete Ludwig der Bayer die Stadt mit deren Zustimmung für 20.000 Mark Silber an den böhmischen König Johann. Der Stadt Eger wurde in einer Urkunde vom 23. Oktober 1322 weitgehende Eigenständigkeit gegenüber dem Königreich Böhmen zugesichert, einschließlich der Wahrung ihrer Stellung als Reichsstadt. Dieser Status wurde dennoch in einem langen Prozess ausgehöhlt und ging schließlich verloren. Das Reichspfand wurde nie eingelöst, in der Literatur wird in der Folgezeit von der Reichspfandschaft Eger gesprochen. Nachdem die Kronen des Königreichs Böhmen und des Heiligen Römischen Reiches unter Karl IV., dem Sohn Johanns, in einer Hand vereinigt waren, war für eine Einlösung des Pfandes kein Grund mehr gegeben. Kaiser Ludwig hatte in seinen letzten Regierungsjahren durchaus Interesse an einer Einlösung gezeigt, König Johann verhielt sich aber abweisend. Im Jahr 1350 kam es in Eger zu einem Pogrom gegen die ansässigen Juden, bei der die jüdische Gemeinde nahezu ausgelöscht wurde.

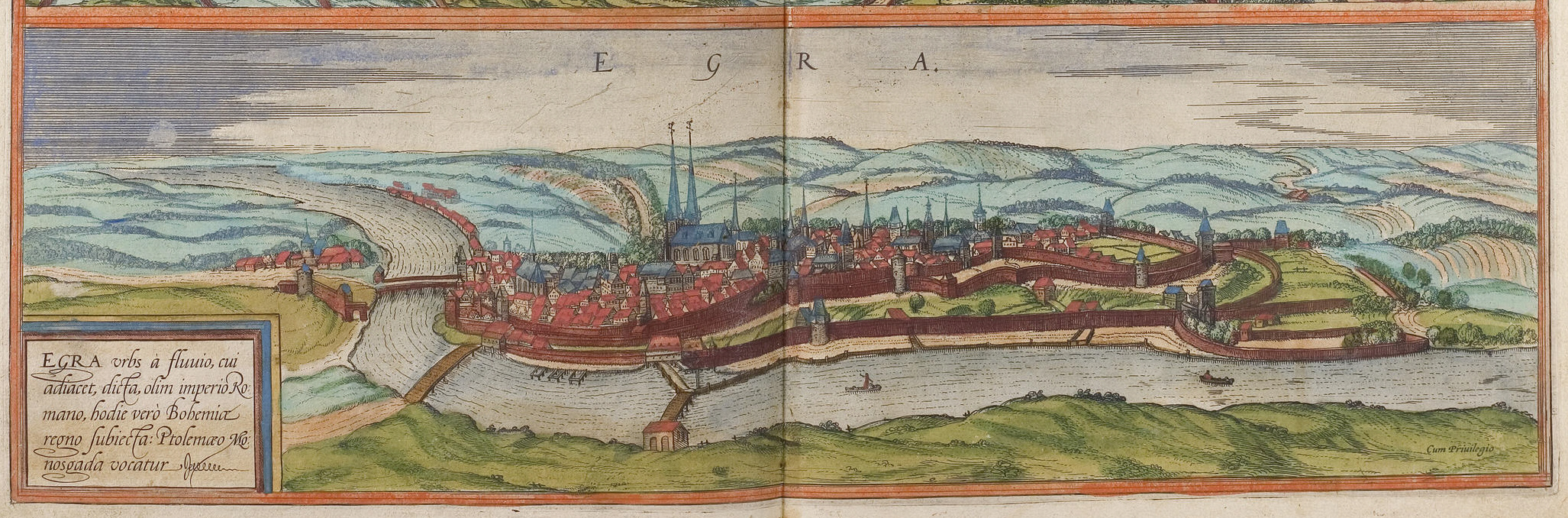
Stadtansicht von 1572

Als wirtschaftlich aufstrebende Stadt hatte sich Eger mit den verarmten Landadeligen der Umgebung auseinanderzusetzen, z. B. in der Adelsfehde Ende des 14. Jahrhunderts. Vergehen wurden dokumentiert im Buch der Gebrechen und in zwei Achtbüchern. Am 5. Mai 1389 wurde in Eger während eines Reichstages der Landfrieden von Eger zwischen König Wenzel und einem Städtebund südwestdeutscher Reichsstädte geschlossen, nachdem Wenzel zuvor erfolglos versucht hatte, seine Interessen den Städten gegenüber durchzusetzen.

### Hussitenkriege und Dreißigjähriger Krieg

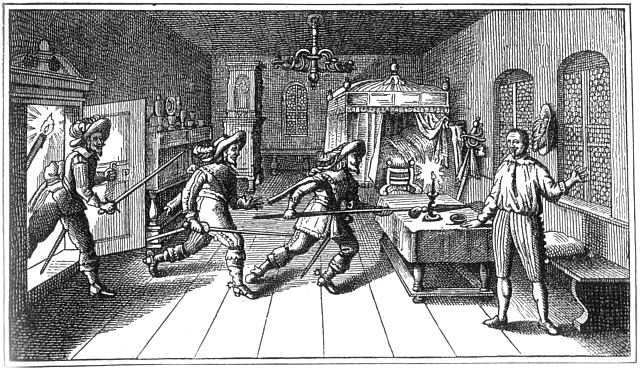
Ermordung Wallensteins in Eger 1634

In den Hussitenkriegen beteiligte sich die katholische Stadt Eger aktiv auf der Seite der antihussitischen Koalition. Sie entsandte mehrmals Bereitschaftstruppen und nahm an allen Kreuzzügen gegen die Hussiten teil. Im Juni 1430 geriet die Stadt in große Gefahr, als die Hussiten auf ihrem Rückweg von Nürnberg nach Böhmen Eger passierten. Sie zerstörten in der Obertorvorstadt einen Teil der Stadtmauern, konnten aber durch Zahlung einer hohen Summe zum Abzug bewegt werden. Da sich die neugegründete jüdische Gemeinde aufgrund von Privilegien nicht an der Stadtverteidigung beteiligt hatte, beklagte sich der Rat der Stadt bei König Sigismund, der daraufhin die Juden aus der Stadt verwies; die vertriebenen Familien wurden zumindest teilweise entschädigt. Am 25. April 1459 wurde in der Stadt der Vertrag von Eger über die Grenze zwischen Böhmen und dem Kurfürstentum Sachsen geschlossen.
Später schloss sich Eger der lutherischen Reformation an und geriet dadurch unter massiven Druck des Kaisers Rudolf II. 1609 wurde der Stadt die den böhmischen Ständen zugestandene Religionsfreiheit versagt und 1626 die böhmische Gegenreformation auch in Eger durchgeführt.
Während des Dreißigjährigen Krieges wurde in Eger am 25. Februar 1634 Albrecht von Wallenstein ermordet. Im Jahr 1647 wurde Eger von den Schweden belagert und eingenommen. Um die Stadt zurückzugewinnen, blockierten kaiserliche Truppen unter dem Pilsener Stadtkommandanten Jan van der Croon über den folgenden Winter die von Johann Koppy befehligte schwedische Besatzung. Diese stand durch das lange Aushungern kurz vor der Aufgabe, als der schwedische General Königsmarck im April 1648 die Blockade durchbrach und die Stadt mit Proviant versorgte. Die Schweden verließen Eger erst 1649 endgültig.

### 18. und 19. Jahrhundert

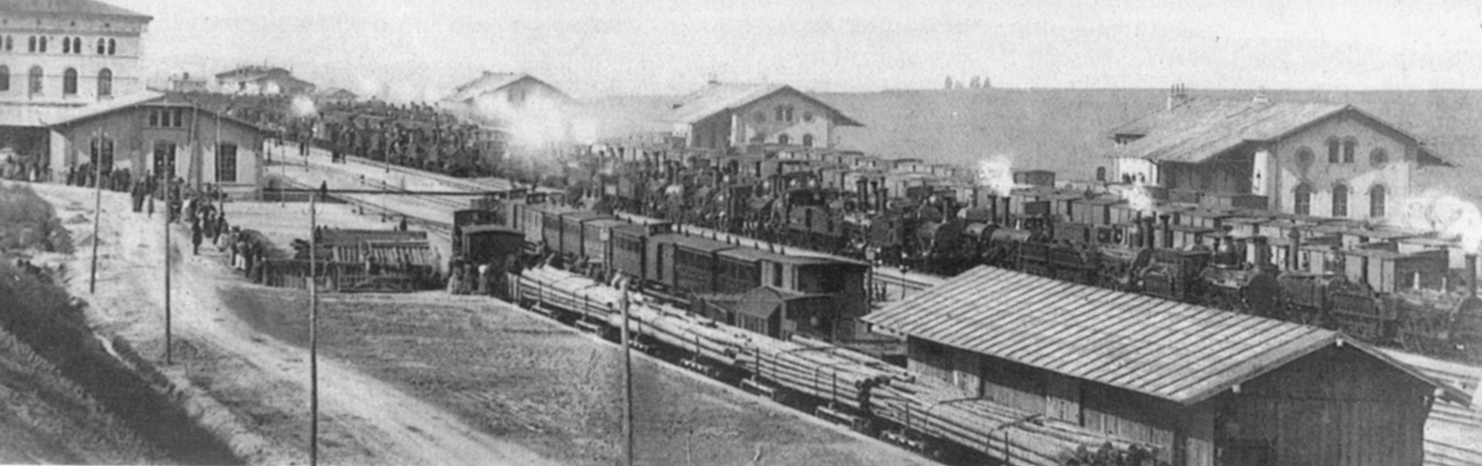
Lokomotiven während der Lokomotivflucht 1866 im Bahnhof Eger

1723 wurde Eger Freie Königliche Stadt. 1809 ereilte den Nordteil der Stadt ein großer Brand. Die dabei vernichteten mittelalterlichen Bauten wurden nicht wieder aufgebaut. Ab der Mitte des 19. Jahrhunderts wurde Eger Sitz des Gerichtsbezirks Eger im Bezirk Eger.
Bis 1851 gehörte Franzensbad (Františkovy Lázně) dem Magistrat der Stadt Eger. Das Mineralwasser der Franzensbader Quellen, die ursprünglich als Egerer Sauerbrunnen bezeichnet wurden, erhielten Kurgäste, die sich damals in Eger aufhielten.
Im Laufe des Deutschen Krieges 1866 wurde Eger Ziel der sogenannten Lokomotivflucht, bei der mehr als 140 sächsische Lokomotiven und mehr als 1000 Waggons vor dem Zugriff der preußischen Streitkräfte evakuiert wurden.
Österreichische Geographen errechneten zur Zeit des Kaiserreiches den 939 Meter hohen Tillen in der Nähe Egers, unmittelbar an der Grenze zu Bayern, als den geographischen Mittelpunkt Europas und dokumentierten dies auf einer Kupferplatte auf dem Gipfel (siehe Mittelpunkt Europas am Tillenberg). (Eine Modernere Definition sieht den Mittelpunkt Europas nördlich von Vilnius in Litauen.)
Während der k.u.k.-Monarchie war Eger Garnisonsstadt. Zu Beginn des Ersten Weltkriegs 1914 lagen dort das IV. Bataillon des Infanterieregiments „Albrecht von Württemberg“ Nr. 73 und das k. k. Landwehrinfanterieregiment „Eger“ Nr. 6.
Am 21. Oktober 1918 bildeten die deutschen Abgeordneten des österreichischen Reichsrates eine deutschösterreichische Nationalversammlung. Am 28. Oktober 1918 wurde in Prag die Gründung der Tschechoslowakei proklamiert. Am 11. November 1918 war mit dem Rückzug Karls I. von allen Regierungsgeschäften die Auflösung der Donaumonarchie besiegelt. Am 16. Dezember 1918 gegen 12:45 Uhr wurde Eger von 500 Mann des tschechoslowakischen Infanterieregiments 35 aus Pilsen besetzt. Die restlichen kaisertreuen Truppen gaben die Stadt erst nach Androhung einer Beschießung durch Artillerie auf.

### Tschechoslowakische Republik, deutsche Besetzung und Nachkriegszeit

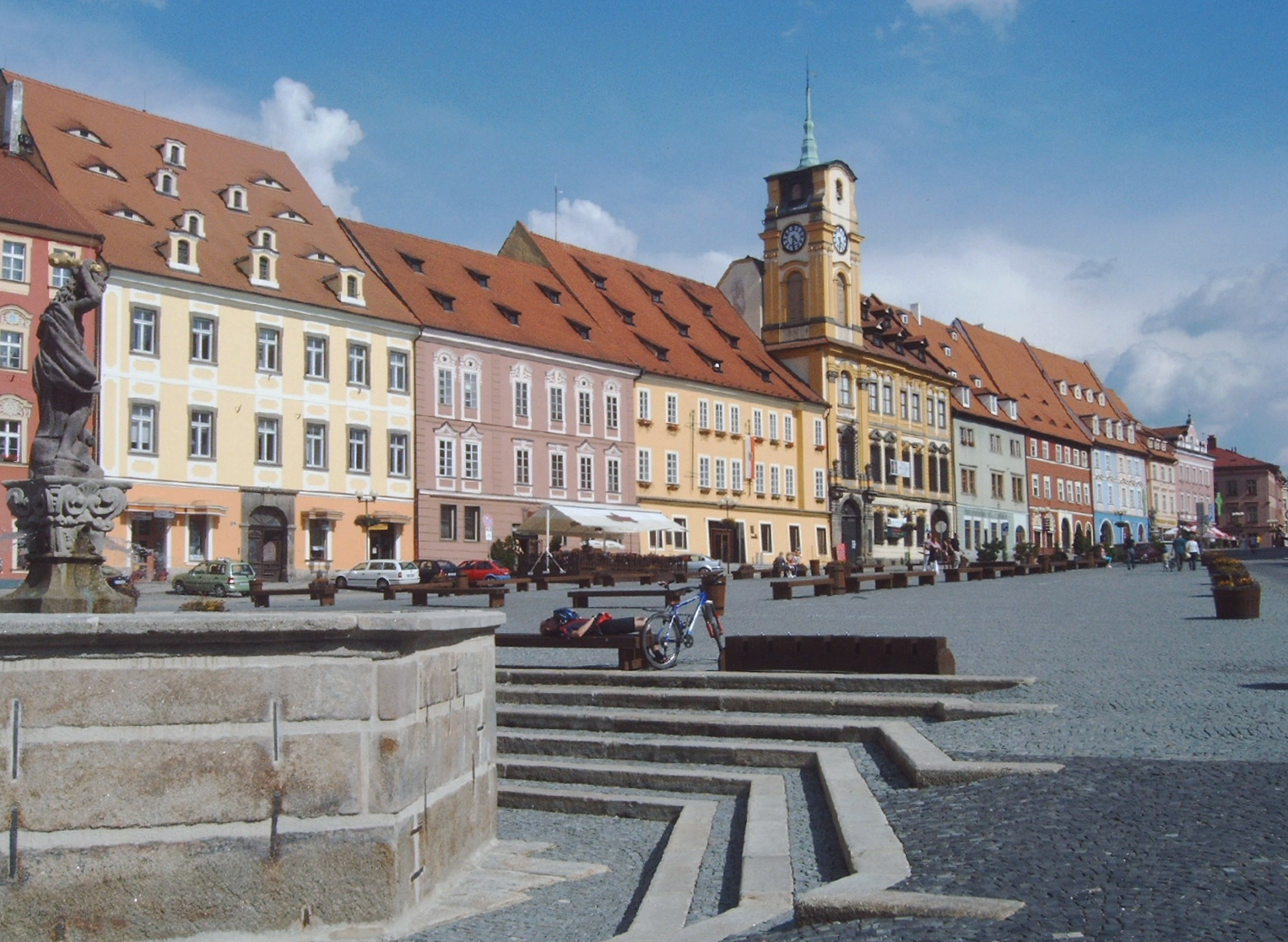
Marktplatz

Am 3. März 1919, einen Tag, bevor am 4. März 1919 anlässlich der in Österreich stattfindenden Wahlen gegen die Zugehörigkeit zur Tschechoslowakei demonstriert wurde, kam es in Eger zu einem Volksaufstand und einer Schießerei mit zwei Toten. Am 1. Oktober 1933 gründete Konrad Henlein in Eger die Sudetendeutsche Heimatfront mit dem Ziel der „Zusammenfassung aller Deutschen“ in der Tschechoslowakischen Republik, die Partei musste sich 1935 in Sudetendeutsche Partei umbenennen und wurde bei den Parlamentswahlen im gleichen Jahr zur stärksten Gruppierung im Grenzgebiet.
Durch das am 30. September 1938 unterzeichnete Münchner Abkommen wurde Eger mit dem Sudetenland dem Deutschen Reich zugesprochen und einen Tag nach der Unterzeichnung am 1. Oktober 1938 von deutschen Truppen besetzt. Am 3. Oktober besuchte Adolf Hitler die nunmehr deutsche Stadt und wurde dort von der Bevölkerung begeistert empfangen. Der bisherige christlich-soziale Bürgermeister Andreas Prokisch wurde abgesetzt. Bei den kurz danach stattfindenden Pogromen im November 1938 wurde die von 1893 stammende Synagoge zerstört. Am 1. Mai 1939 schied Eger aus dem Landkreis Eger aus und bildete einen eigenen Stadtkreis. Ihr wurde gleichzeitig die Gemeinde Matzelbach angegliedert. Bis zum Jahr 1945 gehörte der Stadtkreis Eger zum Regierungsbezirk Eger im Reichsgau Sudetenland. Der Amtssitz des Regierungspräsidenten befand sich in Karlsbad. Oberbürgermeister war von 1939 bis 1945 Siegbert Schneider. Er ordnete am 9. April 1945 an, dass niemand die Stadt Eger verlassen dürfe, sondern sich bereithalten solle, um die Stadt zu verteidigen. Er selbst reiste jedoch in der Nacht zum 10. April 1945 nach Bayern ab.
Am 25. April 1945 begann die 97. US-Infanteriedivision mit der Einnahme der Stadt. Die deutschen Truppen leisteten nur geringen Widerstand und setzten sich nach und nach ab. Am 28. April wurde auch das Flugfeld der Stadt besetzt, wobei sich 600 Wehrmacht-Soldaten ergaben. Wenig später wurde die Stadt aufgrund des Potsdamer Abkommens an sowjetische Truppen übergeben.
Nach Ende des Zweiten Weltkriegs wurde die Stadt wieder Teil der Tschechoslowakei. Der größte Teil der deutschböhmischen Bevölkerung wurde 1945/46 vertrieben. Das Vermögen der deutschen Bewohner wurde durch das Beneš-Dekret 108 konfisziert, das Vermögen der evangelischen Kirche durch das Beneš-Dekret 131 liquidiert und die katholischen Stadtkirchen in der Tschechoslowakei enteignet. Anschließend zogen viele Neubürger aus Zentral- und Südböhmen, Mähren, tschechische Repatrianten, Slowaken sowie Roma nach Cheb. Diese Neubürger und ihre Nachkommen stellen seither den größten Teil der Einwohnerschaft. 1954 übernahm die Stadt Amberg in Deutschland die Patenschaft für die vertriebenen Sudetendeutschen aus der Stadt und dem Kreis Eger. In den Nachkriegsjahren vor der deutschen Wiedervereinigung 1990 war Cheb wegen seiner geographischen Nähe zu beiden deutschen Staaten Ort von Familientreffen.

### Gegenwart
Seit dem Jahre 2002 ist Cheb Mitglied der Vereinigung Freunde im Herzen Europas. Im Januar 2004 wurden die Urkunden einer Städtepartnerschaft der Stadt Cheb mit der deutschen Stadt Hof unterzeichnet. Auch mit den deutschen Nachbarstädten Waldsassen und Marktredwitz bestehen seit dem Fall des Eisernen Vorhangs freundschaftliche Beziehungen. Im Sommer 2006 veranstaltete Cheb zusammen mit Marktredwitz die Grenzenlose Gartenschau 2006 Marktredwitz – Cheb/Eger. In der Stadt gibt es ein tschechisch-deutsches Begegnungszentrum. Die Stadt führte 2009/10 vor dem Verwaltungsgericht Regensburg mit Deutschland einen Rechtsstreit wegen eines Stadtwaldes auf bayerischem Gebiet.
Die Stadt war bis 2003 Verwaltungssitz des Okres Cheb.
Am 11. September 2010 wurde in Cheb in Anwesenheit von 3000 Menschen die Kriegsgräberstätte Cheb mit 5600 deutschen Toten eingeweiht, von denen 473 Zivilisten waren.

## Bevölkerung
Bevölkerungsentwicklung bis 1945
| Jahr | Einwohner | Anmerkungen                                                                                              |
| ---- | --------- | --- |
| 1801 | 07.544    | in 764 Häusern (drei Vorstädte)                                                                          |
| 1830 | 09.500    | in 791 Häusern                                                                                           |
| 1845 | 10.459    | deutschsprachige Einwohner, darunter eine israelitische Familie                                          |
| 1851 | 11.170    | [ 23 ]                                                                                                   |
| 1857 | 11.012    | am 31. Oktober                                                                                           |
| 1870 | 13.565    | [ 25 ]                                                                                                   |
| 1877 | 15.000    | in 790 Häusern                                                                                           |
| 1880 | 17.148    | Einheimische: 15.477 Deutsche, 201 Tschechen, 5 Andere; Auswärtige: 1.465, darunter 1.402 Reichsdeutsche |
| 1890 | 18.658    | Einheimische: 16.795 Deutsche, 73 Tschechen, 2 Andere; außerdem 1.892 Reichsdeutsche                     |
| 1900 | 23.582    | (mit der Garnison: 1.069 Mann) deutsche Einwohner;                                                       |
| 1910 | 26.682    | Einheimische: 23.029 Deutsche, 130 Tschechen, 4 Andere; außerdem 3.519 Reichsdeutsche                    |
| 1921 | 27.524    | davon 23.125 Deutsche (Einheimische), 1.305 Tschechen und 3.094 Reichsdeutsche                           |
| 1930 | 31.546    | davon 25.120 Deutsche, 3.496 Tschechen und 2.930 Andere; unter den Anderen 2.812 Reichsdeutsche          |
| 1939 | 31.672    | davon 2.808 Evangelische, 28.264 Katholiken, 20 sonstige Christen und zwei Juden                         |
| 1945 | 45.000    | [ 32 ] [ 33 ] [ 34 ]                                                                                     |

Bevölkerungsentwicklung nach Ende des Zweiten Weltkriegs
(Stand: 31.12. des jeweiligen Jahres)
| Jahr | Einwohner |
| ---- | --------- |
| 1947 | 14.598    |
| 1950 | 18.100    |
| 1960 | 22.621    |
| 1970 | 25.959    |
| 1980 | 31.101    |

| Jahr | Einwohner |
| ---- | --------- |
| 1990 | 32.319    |
| 2000 | 31.511    |
| 2010 | 34.530    |
| 2020 | 31.920    |
| 2022 | 31.954    |

## Städtepartnerschaften

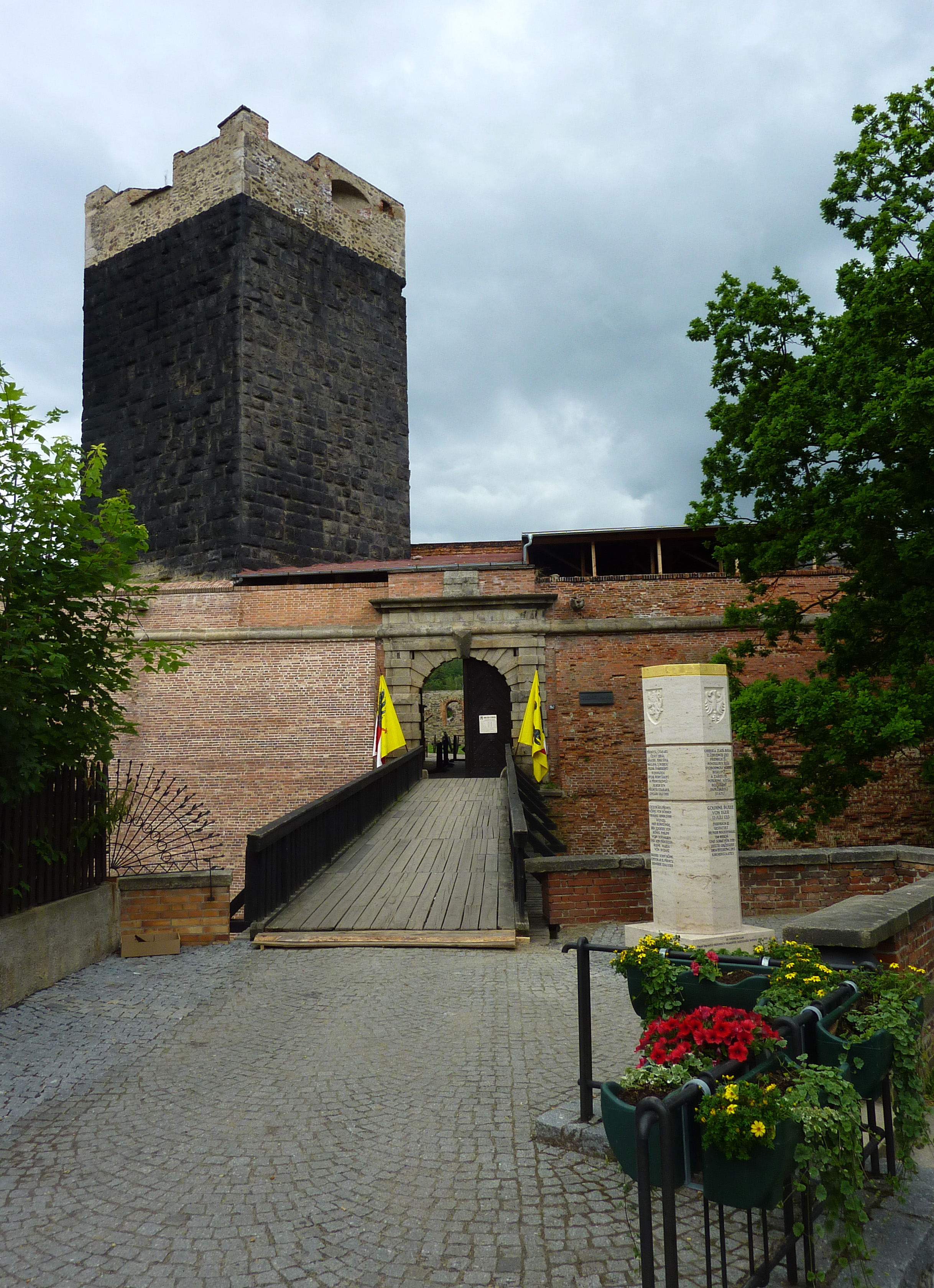
2013 errichtete Stauferstele am Eingang zur Kaiserburg

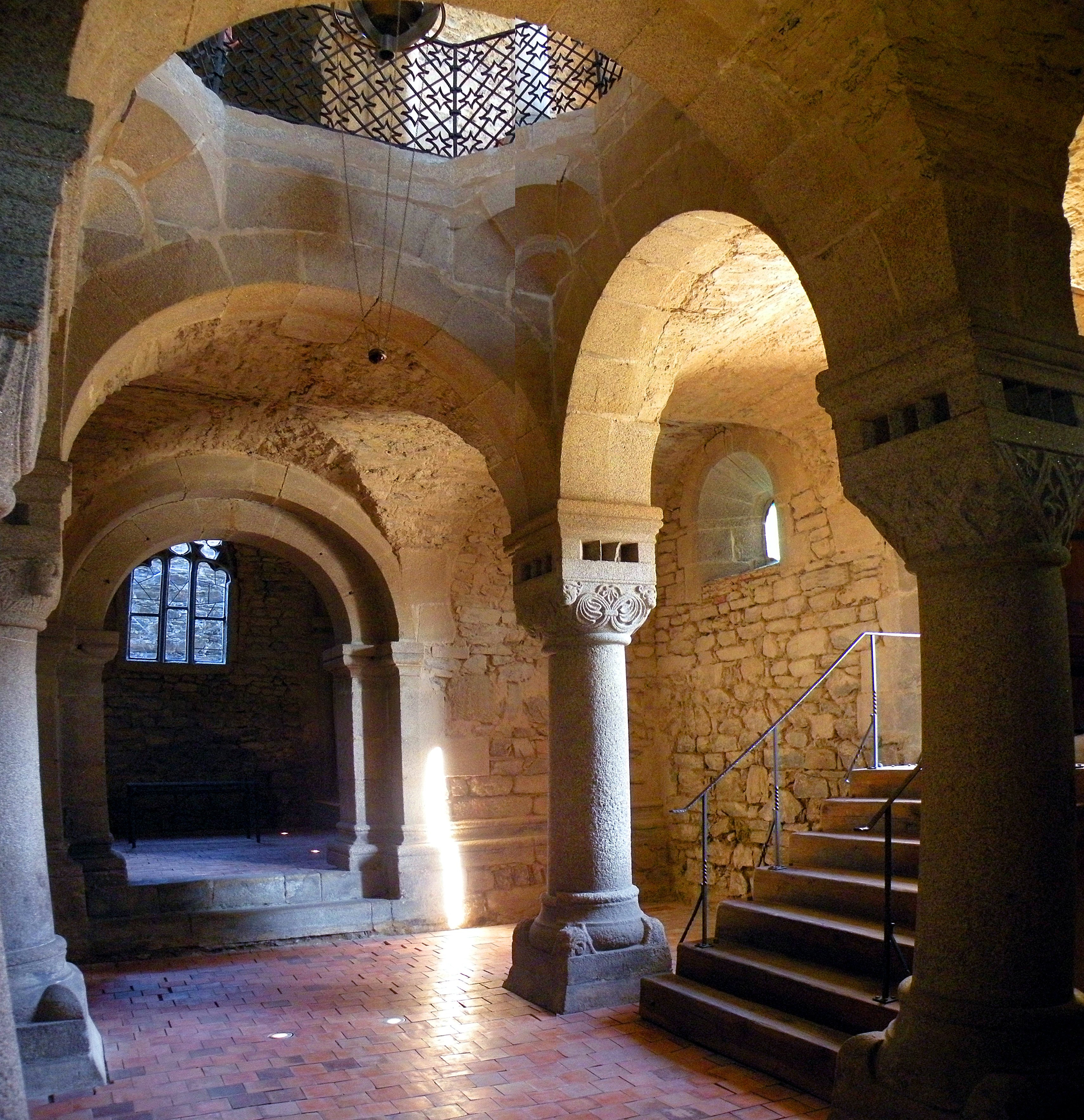
Romanische Doppelkapelle

- Hof, Deutschland
- Tharandt, Deutschland[37]
- Nischni Tagil, Russland
- Rheden, Niederlande
- Bắc Ninh, Vietnam[38]

## Sehenswürdigkeiten und Kultur
Das historische Stadtzentrum wurde 1981 zum städtischen Denkmalreservat erklärt.

### Kaiserburg
Von der in der zweiten Hälfte des 12. Jahrhunderts erbauten Kaiserburg Eger ist neben dem Schwarzen Turm und einem Teil des östlichen Burgwalls die romanische Doppelkapelle aus den Jahren 1179 bis 1188 erhalten. Eine achteckige Öffnung stellt die Verbindung zwischen den Geschossen her. Das Obergeschoss weist ein Kreuzrippengewölbe über vier polygonalen Säulen auf. Viele Bauteile sind mit bauplastischem Schmuck versehen. Vor dem Eingang zur Kaiserburg steht eine Stauferstele. Sie wurde am 12. Juli 2013, dem 800. Jahrestag der Goldbulle von Eger, enthüllt.

### Kirchen und Klöster
Die Kirche St. Nikolaus (Kostel svatého Mikuláše) wurde im 13. Jahrhundert als dreischiffige Basilika errichtet. Davon blieben das Westportal und der untere Teil des Turms erhalten. 1258 bestätigte Konradin die Schenkung der Kirche in Eger an den Deutschen Orden, die von seinem Großvater Friedrich II. und seinem Vater Konrad IV. getätigt worden war. Der Deutsche Orden richtete hier eine Kommende ein, die Deutschordenskommende Eger. Das dreischiffige Langhaus sowie das Presbyterium und die Sakristei stammen aus der gotischen Zeit. 1627 kam die Kommende an den Johanniterorden, der Kommende und Kirchenpatronat 1692/96 an die Stadt Eger verkaufte. Nach dem Brand 1742 wurden zwei Türme mit Barockkuppeln nach einem Entwurf des einheimischen Baumeisters Balthasar Neumann neu errichtet. Nach einem Brand von 1809 erhielt die Kirche eine historistische Inneneinrichtung im neogotischen Stil (Altar, Chorgestühl und Orgel). Bei einem US-amerikanischen Fliegerbombenangriff am 20. April 1945 brannten die Balthasar-Neumann-Kirchtürme ab.
Die gotische Franziskanerkirche mit Kloster und Kreuzgang wurde 1285 unter der Teilnahme von Rudolf I. geweiht, nachdem ein Vorgängerbau beim Stadtbrand 1270 abgebrannt war. Der weithin sichtbare hohe Turm wurde jedoch erst im 14. Jahrhundert an die Südseite des Chores angebaut. Der Kreuzgang verfügt über ein gemaltes Gewölbe aus dem 15. Jahrhundert. Insgesamt gelten Kirche, Kloster und Kreuzgang zu den schönsten und am besten erhaltenen Bauten des südwestlichen Stadtkerns, die Innenausstattung verfiel jedoch in der zweiten Hälfte des 20. Jahrhunderts mit Ausnahme der Klosterbibliothek.
Die ehemalige Klarakirche des Klarissenordens gegenüber wurde 1708 bis 1711 nach einem Plan von Christoph Dientzenhofer errichtet. Sie zählt zu den wertvollsten Barockbauten der Stadt. Die Kirche ist profaniert und wird als Konzertstätte genutzt.

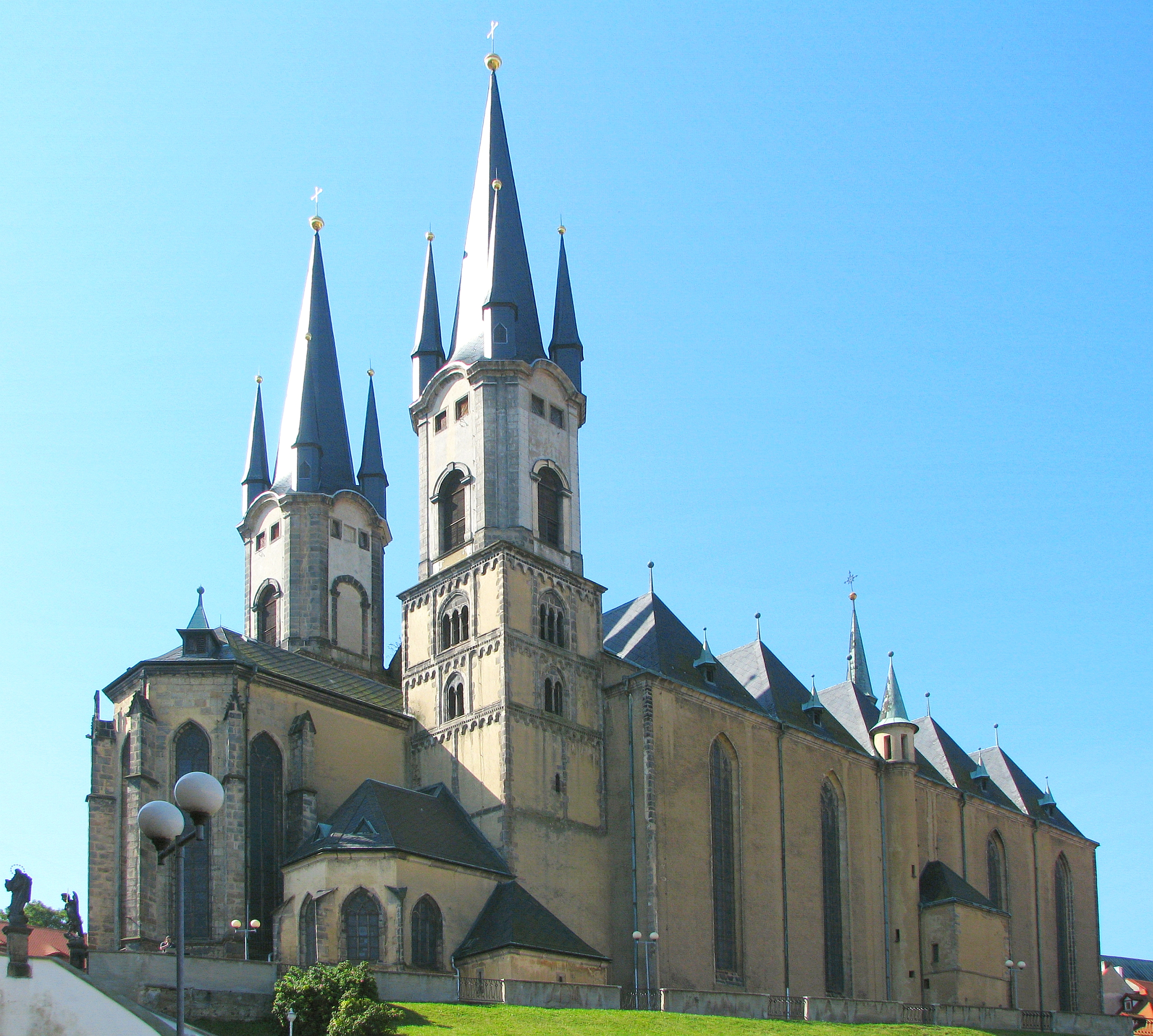
Romanische Basilika St. Nikolaus und Elisabeth (Bazilika Chrám sv. Mikuláše a Alžbety v Chebu)

In der Innenstadt befindet sich die gotische Bartholomäuskirche.
Von 1865 bis 1871 entstand die Evangelische Friedenskirche.

### Marktplatz

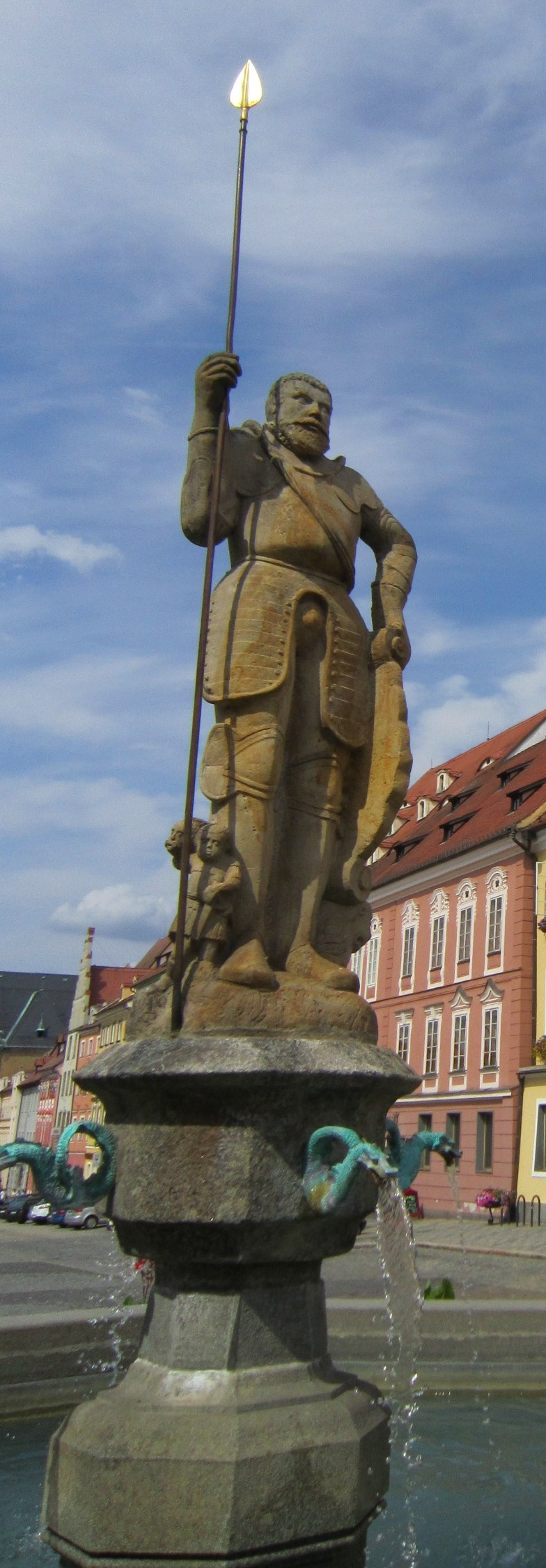
Rolandsstatue

Am Marktplatz, dessen Anlage aus dem 13. Jahrhundert stammt, steht neben dem barocken, aus Geldmangel unvollendeten Rathaus des italienischen Architekten Giovanni Battista Alliprandi und vielen weiteren geschichtsträchtigen Gebäuden auch eine Gruppe von Häusern, die im Kern in die spätgotische Zeit zurückgehen, das sogenannte Egerer Stöckl (Špalíček). Dieses Wahrzeichen des Marktplatzes ist ein Komplex von elf bizarr teilweise in Fachwerk ausgeführten Häusern, in denen jüdische Kaufleute wohnten. Nach der ältesten Darstellung aus dem Jahr 1472 gab es ursprünglich drei solcher Häuserblöcke, der Grundriss der beiden anderen Blöcke bleibt bis zur heutigen Zeit nachvollziehbar, doch die verfallene Bausubstanz blieb bei den Restaurierungsarbeiten in den 1960er Jahren nicht erhalten. Auf dem Platz stehen zwei Marktbrunnen, der eine mit einer Herkules-, der andere mit einer Roland-Statue.
Das Grüner-Haus am Marktplatz gehörte dem Geschlecht der Werndls, deren Familienwappen über dem Portal angebracht ist. In diesem Haus weilte Johann Wolfgang von Goethe des Öfteren.

### Museum
Das Museum Cheb befindet sich in dem im 15. Jahrhundert erbauten gotischen Bürgerhaus (Pachelbelhaus), in dem Wallenstein am 25. Februar 1634 ermordet wurde. Neben Wallensteins Sterbezimmer und einer Reihe von Reminiszenzen an den Friedländer (zum Beispiel an sein 1632 erschossenes Pferd, Sattel, Reitschuhe und die Partisane, mit der er erstochen wurde) enthält das Museum eine Bildergalerie seiner Familie und zahlreiche Antiquitäten aus bürgerlichem Privatbesitz, darunter ein Sekretär aus dem 18. Jahrhundert und Biedermeier-Mobiliar, sakrale gotische und barocke Skulpturen, Tafelbilder, Keramiken und Ansichtenglas aus Franzensbad. Als wertvollstes Exponat gilt das Egerer Antependium, eine romanische Stickerei aus dem ehemaligen Klarissen-Kloster. Zum Museum gehört ferner eine Dokumentation über die 20 grenznahen Dörfer im Egerland, die infolge der Vertreibung nach 1945 aufgegeben wurden.

### Parks
- Erholungsgebiet Krajinka am linken Ufer der Ohře. Im Zuge der Gartenschau Natur und Geschichte Cheb 2013 wurden die Flächen unterhalb der Burg neu gestaltet.

### Weitere Sehenswürdigkeiten
- Bismarckturm von 1909, südwestlich der Stadt
- Bahnhof Cheb und Egerviadukt
- Friedhof Cheb
- Steinhaus
- Gedeckte Brücke über die Eger
- Fachwerkhäuser in den Grenzdörfern in der Umgebung von Cheb
- Frühbarocke Wallfahrtskirche Maria Loreto in Starý Hrozňatov (Altkinsberg) samt Schloss, fünf Kilometer südlich von Cheb
- Schillerhaus
- Turnvater-Jahn-Denkmal, nach einem Entwurf des einheimischen Bildhauers Adolph Mayerl
- Pachelbelhaus
- Limbeckhaus

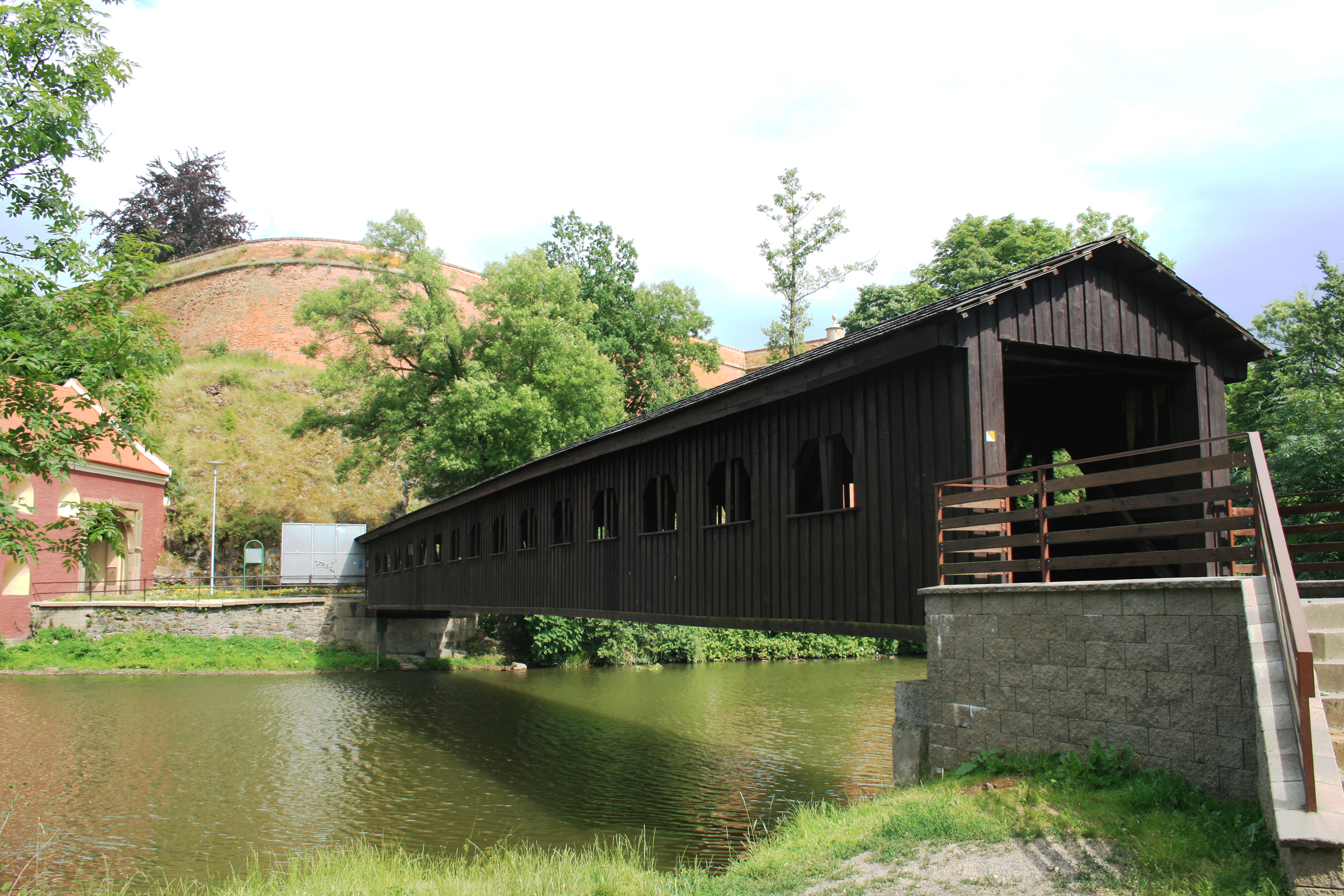
Gedeckte Brücke über die Eger
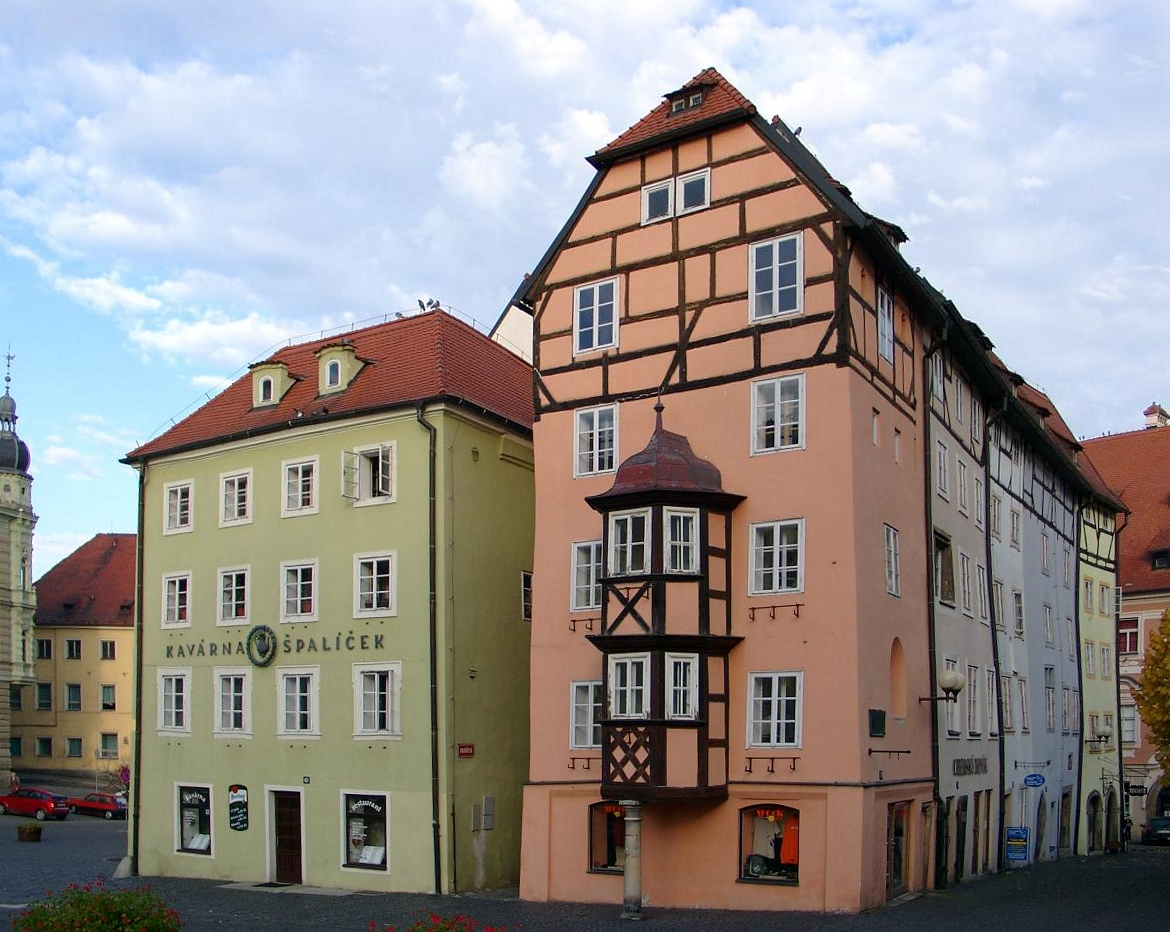
Stöckl
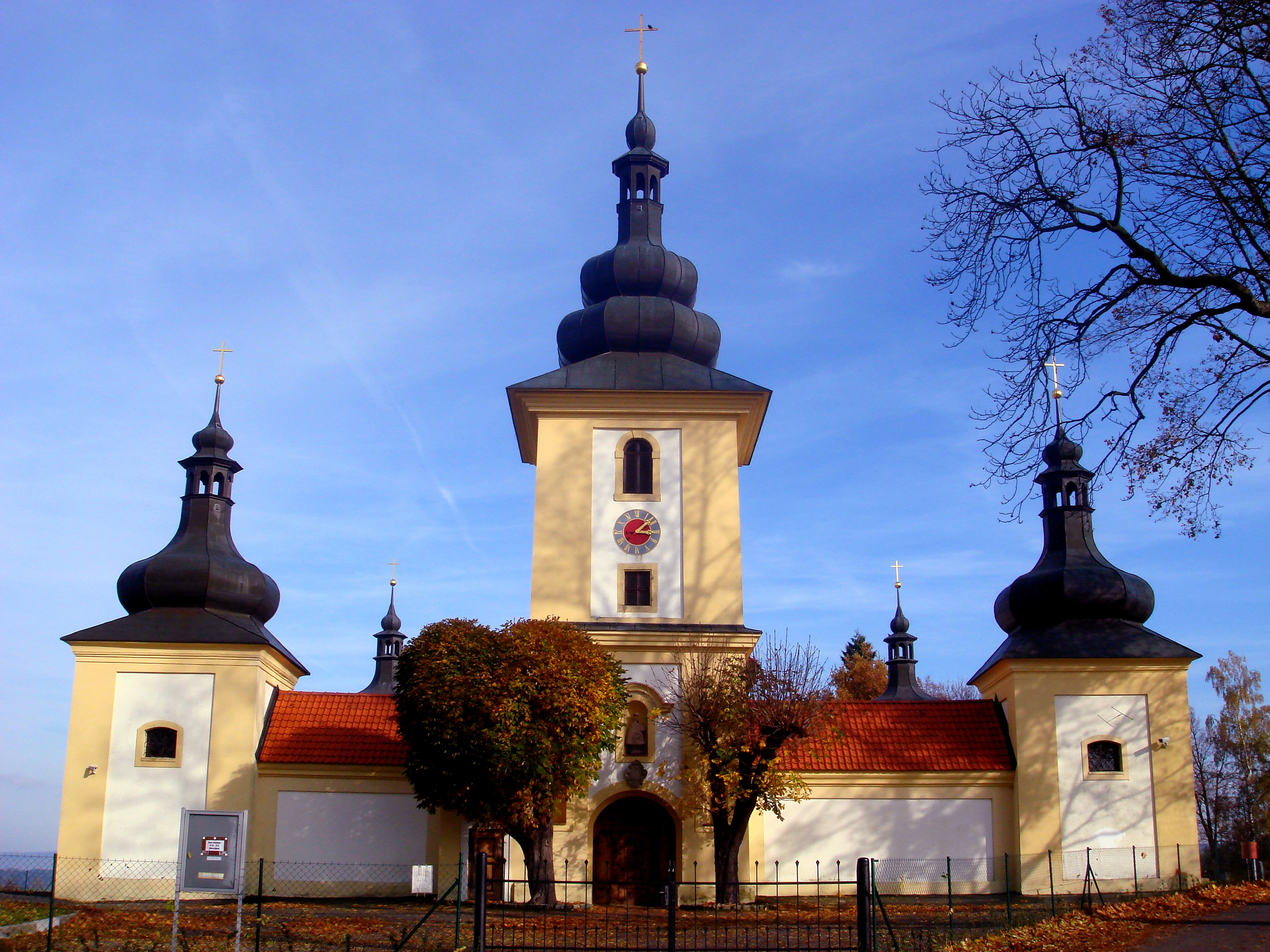
Maria Loreto

### Regelmäßige Veranstaltungen
- Alle zwei Jahre veranstaltet die Stadt am letzten Wochenende im Juni das Internationale Festival der Jugendblasorchester (FIJO).[40]

## Verkehr

### Straßenverkehr
Cheb ist über die Schnellstraße R6 nach Prag an das tschechische Schnellstraßennetz angebunden. Über die Europastraßen E48 (Bayreuth–Prag) und E49 (Magdeburg–Wien) und insgesamt fünf Straßengrenzübergänge sind die deutschen Bundesländer Bayern und Sachsen auf Bundesstraßen erreichbar.

### Schienenverkehr
Der Bahnhof Cheb ist ein regionaler Eisenbahnknoten. Ursprünglich wurde er zwischen den Strecken der Actiengesellschaft der bayerischen Ostbahnen, der Königlich Bayerischen Staatseisenbahnen und der Voigtländischen Staatseisenbahn errichtet und von der Egerer Bahnhofsgemeinschaft betrieben, die bis zum Zweiten Weltkrieg bestand. Die bayerischen und sächsischen Anteile hatte die Deutsche Reichsbahn übernommen. Der Bahnhof wurde auch von deutschen Schnellzügen im Binnenverkehr genutzt, die den Fahrtweg über tschechoslowakisches Gebiet abkürzten, um Umsteigeverbindungen zu den nahen Badeorten anbieten zu können. Nach dem Zweiten Weltkrieg übernahm die Tschechoslowakische Staatsbahn den Bahnhof, der nach wie vor ein wichtiger Grenzübergang nach Bayern und Sachsen ist. Direktverbindungen gibt es ab Nürnberg mit Regional-Express-Neigetechnikzügen der DB Regio AG. Die Oberpfalzbahn verkehrt ab Marktredwitz nach Hof über Cheb, Františkovy Lázně und Aš, bedient dabei alle Zwischenhalte auf tschechischem Gebiet. Die Vogtlandbahn verbindet Zwickau mit Cheb über Plauen, Bad Elster, Bad Brambach und Františkovy Lázně. In Cheb halten SC Pendolino der Linie Bohumín–Ostrava–Prag–Pilsen–Františkovy Lázně.
Bahnlinien
- Nr. 170 Cheb–Plzeň(–Prag)
- Nr. 179 Cheb–Marktredwitz–Nürnberg
- Nr. 140 Cheb–Karlovy Vary–Chomutov
- Nr. 147 (Cheb–)Františkovy Lázně–Plauen
- Nr. 146 Cheb–Luby u Chebu
- Nr. 148 Cheb–Hranice v Čechách

### Luftverkehr

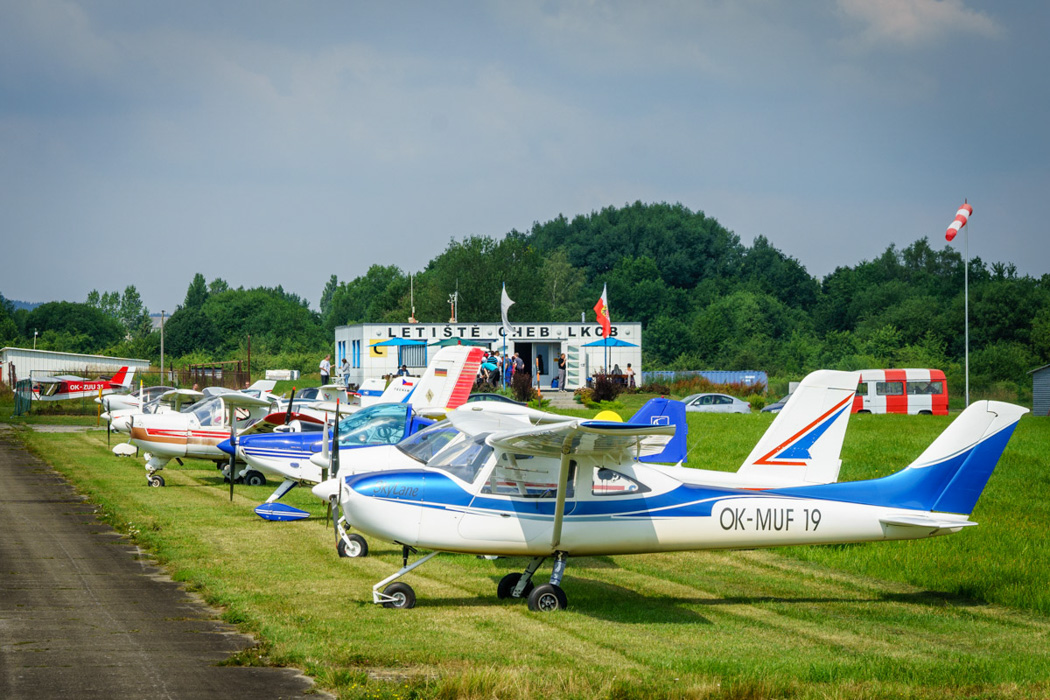
Flugplatz Cheb

Der Flugplatz Cheb (ICAO: LKCB, IATA: -) ist der älteste Flughafen in Tschechien. Er wurde 1918 erbaut. Seit 2010 ist er für zivile Inlandsflüge wiedereröffnet.

## Bildung
Cheb ist Standort der Fakultät für Ökonomie der Westböhmischen Universität in Pilsen.